# Конічна стала
Конічна стала (або стала Шварцшильда, на честь Карла Шварцшильда) — величина, що описує конічні перетини. Конічну сталу прийнято позначати літерою K. Вона виражається через ексцентриситет конічного перетину таким чином:
{\displaystyle K=-e^{2},}
Рівняння конічного перетину з вершиною в початку координат, що дотикається до осі y, задається за допомогою конічної сталої так:
{\displaystyle y^{2}-2Rx+(K+1)x^{2}=0,}
де {\displaystyle R} — радіус кривини конічного перетину в точці {\displaystyle x=0}.
Конічна стала широко застосовується в геометричній оптиці для опису стиснутих сфероїдальних ({\displaystyle K>0}), сфероїдальних ({\displaystyle K=0}), витягнутих сфероїдальних ({\displaystyle 0>K>-1}), параболічних ({\displaystyle K=-1}) і гіперболічних ({\displaystyle K<-1}) поверхонь лінз і дзеркал.
У деяких випадках як конічна стала використовується величина {\displaystyle p=K+1}.